# 六曲山墓群
六曲山墓群，位于山东省青岛市平度市六曲山，是中华人民共和国山东省文物保护单位之一。
1977年12月23日，授予山东省文物保护单位，是一座古墓葬。